# Angelo Rossini
Angelo Rossini (Roma, 11 luglio 1871 – Roma, 12 febbraio 1939) è stato un pittore e incisore italiano.

## Biografia
Iscritto all'Università di Roma, alla facoltà di Architettura, Angelo Rossini abbandonò gli studi per dedicarsi alla pittura e all'incisione, seguendo l'esempio del suo avo Luigi Rossini, che era stato architetto ed incisore. Visse in Germania, a Karlsruhe, dove assorbì il segno secco e preciso degli incisori tedeschi. Tornato a Roma nel 1903 si muoveva nell'orbita dei XXV della campagna romana, ma prediligeva i parchi delle ville storiche suburbane, immerse in boschi frondosi. Attratto particolarmente dai riflessi della luce sull'acqua, viaggiò a Chioggia e a Venezia, per scoprire solitari soggetti lagunari; poi si spinse in piccoli borghi, lungo i litorali liguri e napoletani. Incise molte vedute notturne, illuminate dalla luna, con ricchezza di forti accenti chiaroscurali.
Angelo Rossini fece parte dei 25 incisori del sodalizio GRIA (Gruppo Romano Incisori Artisti), organizzato nel 1921 da Federico Hermanin, che aveva sede in via degli Astalli Palazzo Venezia e che comprendeva incisori italiani e stranieri residenti stabilmente nella Capitale. A Roma fu segretario della associazione Amatori e Cultori di belle arti e fu membro dell'Associazione Artistica Internazionale.

### Alcune sue incisioni
- Villa Falconieri, acquatinta
- Pini di Villa Borghese, acquaforte a colori, 1909 c.
- Chioggia, acquaforte, 1915 c.
- O Roma o Morte, acquaforte e acquatinta (monumento di Garibaldi sul Gianicolo)

### Sue opere in mostra a Roma
- I cipressi di Villa d'Este e I vasconi di Villa d'Este, oli su tela, 1909 (Esp. Amatori e Cultori)
- Incisioni varie, 1910 (Esp. Internazionale d'arte)
- Rio veneziano, acquaforte, 1915 (Esp. Amatori e Cultori)
- Sulla laguna, 1917 c. (Esp. Amatori e Cultori)
- Il Palatino e San Pietro, trittico di incisioni, 1926 (Esp. GRIA e Amatori e Cultori)

### Incisioni in mostre postume
- Xilografi e acquafortisti italiani del primo '900. 18 aprile-15 maggio 2013. Firenze, Saletta Gonnelli.

### Incisioni all'Istituto Nazionale per la Grafica
- Vernazza o Riviera ligure, puntasecca e acquaforte, 1910
- Terracina (canale), acquaforte e puntasecca, 1911
- Terracina, acquaforte, 1911